# Bob Rouse
Bob Rouse (né le 18 juin 1964 à Surrey dans la province de Colombie-Britannique au Canada) est un joueur professionnel canadien de hockey sur glace. Il évoluait au poste de défenseur.

## Biographie
Ce défenseur défensif est repêché par les North Stars du Minnesota au 80e rang du repêchage d'entrée dans la LNH 1980 alors qu'il évoluait dans les rangs juniors dans la Ligue de hockey de l'Ouest. 
Après avoir joué cinq saisons avec les North Stars, il est échangé durant la saison 1988-1989 aux Capitals de Washington avec Dino Ciccarelli contre Mike Gartner et Larry Murphy. Près de deux ans plus tard, il passe aux mains des Maple Leafs de Toronto en compagnie de Peter Zezel contre Al Iafrate. 
Il joue trois saisons et demie avec les Leafs avant de signer comme agent libre avec les Red Wings de Détroit durant l'été 1994. Il aide les Red Wings à gagner deux fois de suite la Coupe Stanley en 1997 et 1998, cette dernière année ayant été remportée contre les Capitals, l'ancienne équipe de Rouse. 
Après avoir gagné sa deuxième coupe, il rejoint les Sharks de San José via le marché des agents libres. À sa deuxième saison avec San José, il est libéré de l'équipe au bout de 26 parties en décembre 1999, signifiant ainsi la fin de sa carrière de hockeyeur. Il se retire avec plus de 1 000 matchs joués dans la LNH en saison régulière et plus de 100 matchs en séries éliminatoires de la Coupe Stanley.
En équipe nationale, il a joué pour l'équipe du Canada lors du championnat du monde de hockey sur glace en 1987.
Il a également eu une carrière d'entraîneur en étant entraîneur adjoint avec l'équipe junior des Bruins de Chilliwack dans la LHOu de 2007 à 2010. Il a également été adjoint au directeur général avec cette équipe en 2009-2010.

## Statistiques

### En club
| Saison     | Équipe                     | Ligue      |       | Saison régulière | Saison régulière | Saison régulière | Saison régulière | Saison régulière |   | Séries éliminatoires | Séries éliminatoires | Séries éliminatoires | Séries éliminatoires | Séries éliminatoires |
| Saison     | Équipe                     | Ligue      | PJ    | B                | A                | Pts              | Pun              | PJ               | B | A                    | Pts                  | Pun                  |                      |                      |
| 1980-1981  | Bighorns de Billings       | LHOu       | 70    | 0                | 13               | 13               | 116              | 5                | 0 | 0                    | 0                    | 2                    |                      |                      |
| 1981-1982  | Bighorns de Billings       | LHOu       | 71    | 7                | 22               | 29               | 209              | 5                | 0 | 2                    | 2                    | 10                   |                      |                      |
| 1982-1983  | Islanders de Nanaimo       | LHOu       | 29    | 7                | 20               | 27               | 86               | -                | - | -                    | -                    | -                    |                      |                      |
| 1982-1983  | Broncos de Lethbridge      | LHOu       | 42    | 8                | 30               | 38               | 82               | 20               | 2 | 13                   | 15                   | 55                   |                      |                      |
| 1983-1984  | Broncos de Lethbridge      | LHOu       | 71    | 18               | 42               | 60               | 101              | 5                | 0 | 1                    | 1                    | 28                   |                      |                      |
| 1983-1984  | North Stars du Minnesota   | LNH        | 1     | 0                | 0                | 0                | 0                | -                | - | -                    | -                    | -                    |                      |                      |
| 1983-1984  | Golden Eagles de Salt Lake | LCH        | -     | -                | -                | -                | -                | 4                | 2 | 2                    | 4                    | 2                    |                      |                      |
| 1984-1985  | Indians de Springfield     | LAH        | 8     | 0                | 3                | 3                | 6                | -                | - | -                    | -                    | -                    |                      |                      |
| 1984-1985  | North Stars du Minnesota   | LNH        | 63    | 2                | 9                | 11               | 113              | -                | - | -                    | -                    | -                    |                      |                      |
| 1985-1986  | North Stars du Minnesota   | LNH        | 75    | 1                | 14               | 15               | 151              | 3                | 0 | 0                    | 0                    | 2                    |                      |                      |
| 1986-1987  | North Stars du Minnesota   | LNH        | 72    | 2                | 10               | 12               | 179              | -                | - | -                    | -                    | -                    |                      |                      |
| 1987-1988  | North Stars du Minnesota   | LNH        | 74    | 0                | 12               | 12               | 168              | -                | - | -                    | -                    | -                    |                      |                      |
| 1988-1989  | North Stars du Minnesota   | LNH        | 66    | 4                | 13               | 17               | 124              | -                | - | -                    | -                    | -                    |                      |                      |
| 1988-1989  | Capitals de Washington     | LNH        | 13    | 0                | 2                | 2                | 36               | 6                | 2 | 0                    | 2                    | 4                    |                      |                      |
| 1989-1990  | Capitals de Washington     | LNH        | 70    | 4                | 16               | 20               | 123              | 15               | 2 | 3                    | 5                    | 47                   |                      |                      |
| 1990-1991  | Capitals de Washington     | LNH        | 47    | 5                | 15               | 20               | 65               | -                | - | -                    | -                    | -                    |                      |                      |
| 1990-1991  | Maple Leafs de Toronto     | LNH        | 13    | 2                | 4                | 6                | 10               | -                | - | -                    | -                    | -                    |                      |                      |
| 1991-1992  | Maple Leafs de Toronto     | LNH        | 79    | 3                | 19               | 22               | 97               | -                | - | -                    | -                    | -                    |                      |                      |
| 1992-1993  | Maple Leafs de Toronto     | LNH        | 82    | 3                | 11               | 14               | 130              | 21               | 3 | 8                    | 11                   | 29                   |                      |                      |
| 1993-1994  | Maple Leafs de Toronto     | LNH        | 63    | 5                | 11               | 16               | 101              | 18               | 0 | 3                    | 3                    | 29                   |                      |                      |
| 1994-1995  | Red Wings de Détroit       | LNH        | 48    | 1                | 7                | 8                | 36               | 18               | 0 | 3                    | 3                    | 8                    |                      |                      |
| 1995-1996  | Red Wings de Détroit       | LNH        | 58    | 0                | 6                | 6                | 48               | 7                | 0 | 1                    | 1                    | 4                    |                      |                      |
| 1996-1997  | Red Wings de Détroit       | LNH        | 70    | 4                | 9                | 13               | 58               | 20               | 0 | 0                    | 0                    | 55                   |                      |                      |
| 1997-1998  | Red Wings de Détroit       | LNH        | 71    | 1                | 11               | 12               | 57               | 22               | 0 | 3                    | 3                    | 16                   |                      |                      |
| 1998-1999  | Sharks de San José         | LNH        | 70    | 0                | 11               | 11               | 44               | 6                | 0 | 0                    | 0                    | 6                    |                      |                      |
| 1999-2000  | Sharks de San José         | LNH        | 26    | 0                | 1                | 1                | 19               | -                | - | -                    | -                    | -                    |                      |                      |
| Totaux LNH | Totaux LNH                 | Totaux LNH | 1 061 | 37               | 181              | 218              | 1 559            | 136              | 7 | 21                   | 28                   | 200                  |                      |                      |

### En équipe nationale
| Année | Compétition          |   | PJ | B | A | Pts | Pun      |  | Résultat |
| 1987  | Championnat du monde | 4 | 0  | 0 | 0 | 4   | 4e place |  |          |

## Trophées et honneurs personnels
- 1982-1983 : nommé dans la deuxième équipe d'étoiles de la LHOu.
- 1983-1984 : 
  - nommé dans la première équipe d'étoiles de l'association Est de la LHOu.
  - remporte le trophée Bill Hunter Memorial du meilleur défenseur de la LHOu.
- 1996-1997 : champion de la Coupe Stanley avec les Red Wings de Détroit.
- 1997-1988 : champion de la Coupe Stanley avec les Red Wings de Détroit.